# Maurice Maréchal (journaliste)
Pour les articles homonymes, voir Maurice Maréchal et Maréchal.
Maurice Maréchal est un journaliste français né le 27 août 1882 à Château-Chinon (Nièvre) et mort le 15 février 1942. Il était marié avec Jeanne Prunier.

## Parcours
Il fit des études secondaires, puis débuta très jeune dans le journalisme. Il écrivit dans La Guerre sociale, de Gustave Hervé, La Bataille syndicaliste et Le Bonnet rouge. Il aurait dans les années 1900-1910, collaboré à diverses feuilles politiques et littéraires, ainsi qu'au journal Le Matin, où il aurait tenu la rubrique météorologie. Il aurait été également rédacteur à L'Humanité en 1916. Son nom n'apparaît dans les colonnes d'aucun des journaux nommés. L'usage à l'époque n'était pas de signer dans les journaux militants, sauf pour les rédacteurs les plus en vue, afin de pouvoir mener une activité parallèle. Il quitte le journal La Guerre sociale à l'époque du passage de Gustave Hervé de l'ultra-pacifisme à l'ultra-patriotisme.

## Le Canard enchaîné
Il est l'un des fondateurs du journal « Le Canard enchaîné ». En 1915, il contacte Henri-Paul Deyvaux-Gassier pour un projet de journal à fonder : Le Canard enchaîné. Le 10 septembre 1915 sort le premier numéro. Maurice Maréchal ne sera pas mobilisé pendant la Première Guerre mondiale. Il écrit dans le journal, et se réservant le rôle d'animateur et de directeur, son nombre d'articles signés diminue entre 1916 et 1918. Sa femme, Jeanne Maréchal, livre les abonnés.
En 1922, il reprend la direction de l'Eden (8, rue du Faubourg-Montmartre) dirigé par Léon Volterra. Il le renomme Théâtre du Boulevard et y programme, du 16 juin au 22 juillet 1922, La Revue du Canard enchaîné (3 actes & 8 tableaux) coécrite avec Victor Snell et Jules Rivet, mise en scène de Max Péral, décors de Henri Guilac.

## Description
Henri Jeanson décelait chez lui « cet air correct et sobre qu'ont parfois les artisans. Costume sobre, chemise irréprochable - un côté savon de Marseille ». Pour son ami, Philippe Lamour, il était « un géant, un quintal d'os et de chair, qui découpait la volaille avec autant de dextérité qu'il en mettait à la consommer. Il mangeait comme un ogre et vidait des cruchons tout en donnant ses instructions. Il avait l'allure d'un capitaine de reîtres se restaurant après le sac d'un couvent ».